# (12761) Pauwels
(12761) Pauwels est un astéroïde de la ceinture principale.

## Description
(12761) Pauwels est un astéroïde de la ceinture principale. Il fut découvert par Eric Walter Elst le 9 octobre 1993 à l'ESO. Il présente une orbite caractérisée par un demi-grand axe de 3,1 UA, une excentricité de 0,057 et une inclinaison de 18,5° par rapport à l'écliptique.
Il fut nommé en l'honneur de Thierry Pauwels (né en 1958), astronome à l'observatoire royal d'Uccle.

## Compléments